# G̀
Cette page contient des caractères spéciaux ou non latins. S’ils s’affichent mal (▯, ?, etc.), consultez la page d’aide Unicode.
G̀ (minuscule: g̀), appelé G accent grave, est un graphème de l’alphabet latin utilisé dans la romanisation de l’alphabet cyrillique ISO 9 ou la transcription du cantonais. Il s’agit de la lettre G diacritée d'un accent grave.

## Utilisation
La norme de translittération de l’alphabet cyrillique ISO 9 utilise ‹ g̀ › pour représenter la lettre Ґ (gué hampé), habituellement transcrite par g en ukrainien et en rusyn.
Dans la transcription du cantonais utilisant la romanisation Yale, g accent grave est utilisé dans le digramme ‹ ng̀ › pour transcrire une consonne nasale vélaire voisée syllabique avec un ton haut descendant [ŋ˥˧] ou un ton moyen descendant [ŋ˧˩] lorsqu’il est suivi d’un h, par exemple dans le patronyme ‹ Ng̀h ›, « Ng ».

## Représentations informatiques
Le G accent grave peut être représenté avec les caractères Unicode suivants :
- décomposé (latin de base, diacritiques) :

| formes    | représentations | chaînes de caractères | points de code | descriptions                                       |
| --------- | --------------- | --------------------- | -------------- | -------------------------------------------------- |
| capitale  | G̀               | G◌̀                    | U+0047 U+0300  | lettre majuscule latine g diacritique accent grave |
| minuscule | g̀               | g◌̀                    | U+0067 U+0300  | lettre minuscule latine g diacritique accent grave |

## Sources
- (en) Virginia Yip et Stephen Matthews, Basic Cantonese : A grammar and workbook, Routeledge, 2000 (ISBN 9780415193849 et 9780415193856)